# مرشت
مرشت روستایی است که در استان اردبیل، شهرستان کوثر، بخش مرکزی، دهستان سنجبد شمالی ۴۵ کیلومتری اردبیل قرار دارد.

## جمعیت
بر اساس سرشماری سال 1395 جمعیت این روستا 263 نفر بوده‌است. روستای مرشت از توابع شهرستان کوثر استان اردبیل می‌باشد و در ۴۰ کیلومتری جاده اردبیل به خلخال قرار گرفته‌است. همسایگان این روستا ازشمال سقاواز و مجدار از جنوب علنکش و وچین از شرق بنمار و از غرب باروستای خلفلو همجوار می‌باشد. آب وهوای این روستا کوهستانی (زمستان سرد و تابستان خنک) است. شغل اصلی ساکنان این روستا کشاورزی و دامداری است.
زبان محلی مردم روستا ترکی آذری می باشد 
در وسط روستا تپه ای وجود دارد به نام محلی ( چچاقا داغی ) طبق اطلاعات گرفته شده از میراث فرهنگی این تپه و بنایی که متاسفانه به تلی از خاک تبدیل شده ( بخاطر عدم نظارت ارگانهای ذیربط ) مربوط به اشکانیان - دوره ساسانیان - سده‌های اولیه دوران‌های تاریخی پس از اسلام به‌ عنوان یکی از آثار ملی ایران به ثبت رسیده است. طبق نقل قول های نیاکان و غیر قابل استناد که نقل شده که منزل خانی ستمگر بوده که به مردم ظلم بسیاری میکرده و مردم تصمیم گرفته اند شبانه خانه آن خان را با خاک پر کنند که در نهایت تبدیل به تپه شده .
از جمله مناطق دیدنی که در نزدیکی این روستا واقع است منطقه اوش دره لر ( سه دره ها ) می باشد که منطقه ای بسیار زیبا و گردشی می باشد و چشمه ای در یکی از آنها به نام مینجیق بلاغی (چشمه منجقی ) وجود دارد که آب گوارایی نیز در تمام فصول سال از آن سرازیر می شود